# Andreas Schjelderup
Andreas Rædergård Schjelderup (Bodø, 1 de junio de 2004) es un futbolista noruego que juega como centrocampista en el S. L. Benfica de la Primeira Liga.

## Trayectoria

### FC Nordsjælland
En julio de 2020 fichó por el F. C. Nordsjælland.
El 4 de febrero de 2021 hizo su debut en el primer equipo en un partido de liga ante el Brøndby IF, arrancando como titular y saliendo de cambio al minuto 64; al final, su equipo perdió el encuentro por marcador de 0-1.
El 23 de septiembre de 2021 se hizo oficial su extensión de contrato con el club hasta el 2024.

## Selección nacional

### Sub-16
El 4 de febrero de 2020; fue incluido en la lista de 21 jugadores que jugarían el Torneo de La Manga, con sede en España.

### Sub-21
El 24 de agosto de 2021 recibió su primera convocatoria en esta categoría, para los partidos de clasificación para la Eurocopa Sub-21 ante Austria y Croacia. El 3 de septiembre debutaría ante Austria entrando de cambio al 90', al final la escuadra noruega terminaría ganando el encuentro por marcador de 3-1.

## Estadísticas

### Clubes
Actualizado al último partido jugado el 16 de marzo de 2025.
| Club                         | Div.          | Temporada     | Liga  | Liga  | Liga   | Copas nacionales | Copas nacionales | Copas nacionales | Copas internacionales | Copas internacionales | Copas internacionales | Total | Total | Total  |
| Club                         | Div.          | Temporada     | Part. | Goles | Asist. | Part.            | Goles            | Asist.           | Part.                 | Goles                 | Asist.                | Part. | Goles | Asist. |
| ---------------------------- | ------------- | ------------- | ----- | ----- | ------ | ---------------- | ---------------- | ---------------- | --------------------- | --------------------- | --------------------- | ----- | ----- | ------ |
| F. C. Nordsjælland Dinamarca | 1.ª           | 2020-21       | 16    | 3     | 2      | 0                | 0                | 0                | —                     | —                     | —                     | 16    | 3     | 2      |
| F. C. Nordsjælland Dinamarca | 1.ª           | 2021-22       | 22    | 4     | 0      | 1                | 0                | 0                | —                     | —                     | —                     | 23    | 4     | 0      |
| F. C. Nordsjælland Dinamarca | 1.ª           | 2022-23       | 17    | 10    | 0      | 0                | 0                | 0                | —                     | —                     | —                     | 17    | 10    | 0      |
| S. L. Benfica "B" Portugal   | 2.ª           | 2022-23       | 5     | 1     | 0      | —                | —                | —                | —                     | —                     | —                     | 5     | 1     | 0      |
| S. L. Benfica "B" Portugal   | Total club    | Total club    | 5     | 1     | 0      | 0                | 0                | 0                | 0                     | 0                     | 0                     | 5     | 1     | 0      |
| S. L. Benfica Portugal       | 1.ª           | 2022-23       | 1     | 0     | 0      | 0                | 0                | 0                | 1                     | 0                     | 0                     | 2     | 0     | 0      |
| S. L. Benfica Portugal       | 1.ª           | 2023-24       | 0     | 0     | 0      | 1                | 0                | 0                | 0                     | 0                     | 0                     | 1     | 0     | 0      |
| F. C. Nordsjælland Dinamarca | 1.ª           | 2023-24       | 26    | 9     | 6      | 6                | 1                | 3                | 6                     | 0                     | 1                     | 38    | 10    | 10     |
| F. C. Nordsjælland Dinamarca | Total club    | Total club    | 81    | 26    | 8      | 7                | 1                | 3                | 6                     | 0                     | 1                     | 94    | 27    | 12     |
| S. L. Benfica Portugal       | 1.ª           | 2024-25       | 12    | 1     | 2      | 7                | 2                | 1                | 7                     | 0                     | 2                     | 26    | 3     | 5      |
| S. L. Benfica Portugal       | Total club    | Total club    | 13    | 1     | 2      | 8                | 2                | 1                | 8                     | 0                     | 2                     | 29    | 3     | 5      |
| Total carrera                | Total carrera | Total carrera | 99    | 28    | 10     | 15               | 3                | 4                | 14                    | 0                     | 3                     | 128   | 31    | 17     |

## Palmarés

### Títulos nacionales
| Título                      | Club          | País     | Año  |
| --------------------------- | ------------- | -------- | ---- |
| Primeira Liga               | S. L. Benfica | Portugal | 2023 |
| Supercopa de Portugal       | S. L. Benfica | Portugal | 2023 |
| Copa de la Liga de Portugal | S. L. Benfica | Portugal | 2025 |
| Supercopa de Portugal       | S. L. Benfica | Portugal | 2025 |